# Ricardo Sugano
Ricardo Sugano (菅野 リカルド, Sugano Rikarudo) (São Paulo, 18 de dezembro de 1986), também conhecido como Kaisei Ichirō (魁聖 一郎), é um ex-lutador profissional brasileiro de sumô, que agora atua como um oyakata, um ex-lutador de sumô aposentado que continua trabalhando na Associação Japonesa de Sumô como treinador de lutadores e também em posições corporativas e de liderança da Associação. Estreando no esporte em setembro de 2006, ele alcançou a divisão makuuchi, a mais alta no sumô em maio de 2011. Seu rank mais alto foi sekiwake, o terceiro mais alto. Ele foi vice-campeão da primeira divisão duas vezes, uma no torneido de julho de 2013 e a outra no torneio de março de 2018. Ele recebeu 3 vezes o prêmio de "Espírito Lutador".

## Início de vida e expêriencia anterior no sumô
Na sua infância, Sugano não tinha interesse em futebol como seus amigos e nem se importava em assistir jogos na TV. Ele estava mais interessado em esportes de contato, como o judô, que ele praticou por algum tempo. Quando ele tinha dezesseis anos um amigo de seu pai sugeriu que o porte grande de Ricardo seria bem apropriado para sumô. Sugano costumava treinar em vários dojos de sumô em São Paulo, onde conheceu o ex-lutador de sumô Wakaazuma Yoshinobu, também brasileiro. Yoshinobu o ajudava a treinar incessantemente, sabendo que como Sugano queria entrar no sumô profissional, ele deveria ser severo nos treinos com Ricardo. Apesar das dificuldades, Ricardo continuava indo aos treinos e comentava sobre seu desejo de ir ao sumô profissional, já que o próprio não via o que poderia seguir de carreira no Brasil. Sugano praticou o esporte durante sua adolescência e chegou a ganhar o Campeonato Brasileiro de Sumô Amador na categoria de Peso-Livre. Nesse ponto ele acreditava que, pelo menos na cena de sumô amador brasileiro, apenas o tamanho e a força bruta eram necessários para vencer, e decidiu viajar até o Japão para para tentar o sumô profissional (também conhecido como Ozumō, em japonês: 大相撲, lit. grande sumô). Ele foi apresentado ao estábulo Tomozuna (Tomozuna-beya, em japonês: 友綱部屋) por Wakaazuma e entrou no estábulo em 2006. O estábulo também já era casa de outro lutador brasileiro, Kaishin (nome real: Eiji Nagahama). Ele foi dado o shikona ou nome de ringue de Kaisei Ichirō. Ichirō era o nome do avô falecido de Kaisei, que era japonês.

## Carreira
Kaisei moveu pelas divisões inferiores rapidamente, chegando a quarta divisão mais alta, sandanme, em março de 2007. Ele foi promovido à terceira divisão makushita depois do torneio de março de 2008, mas então seu progresso estagnou levemente. No torneio de setembro de 2009 ele ficou invicto (porém perdeu a partida de desempate do campeonato) e em julho de 2010 ele se tornou um sekitori (lutador de sumô assalariado) ao conquistar uma promoção para a segunda divisão jūryō. Ele foi o quarto brasileiro a chegar à divisão jūryō depois de Ryūdō, Kuniazuma e Wakaazuma, mas Kaisei superou todos eles ao ganhar promoção para a divisão mais alta makuuchi. Depois de ganhar o campeonato da divisão jūryō em novembro de 2010 com um resultado de 11-4, ele seguiu isso com um resultado de 8-7 no rank de jūryō 1 em janeiro de 2011, que fez ele chegar ao rank de maegashira 16 no Torneio de Examinação Técnica em maio de 2011. 

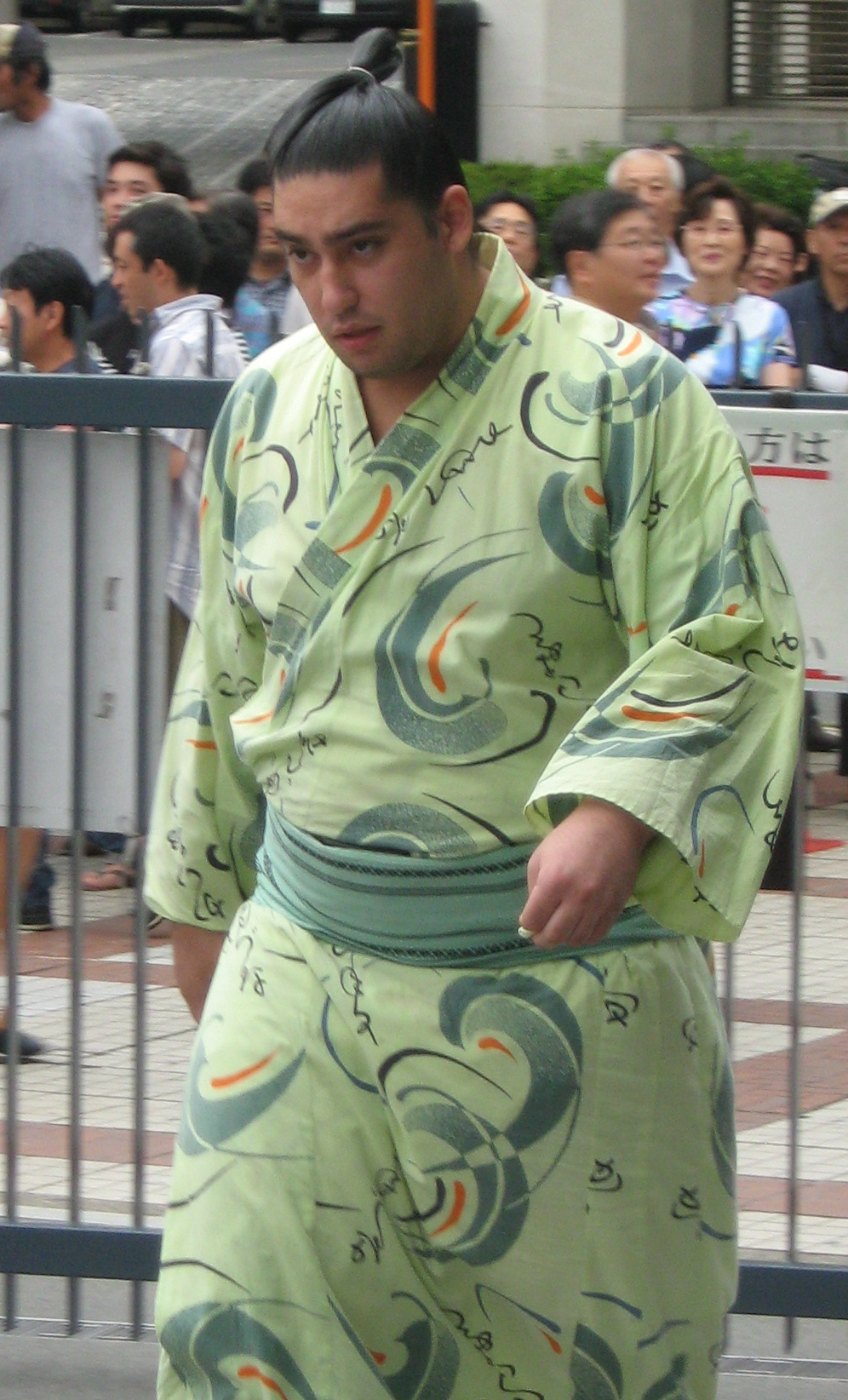
Kaisei em setembro de 2008 enquanto estava nos ranks não-assalariados

Kaisei ganhou suas seis primeiras lutas na sua estreia na divisão makuuchi, o primeiro estreante na makuuchi a o fazer desde Takanonami em 1991. Ele avançou para 8-0, o primeiro a fazer isso desde Sadanoumi em 1980, e também 9-0, acompanhando ponto-a-ponto o yokozuna Hakuhō, até sofrer sua primeira derrota para Tochinoshin no dia 10 do torneio. Portanto, ele falhou em emular o grande Taihō, discutivelmente o maior lutador de sumô de todos os tempos, que alcançou 11-0 em 1960. Mesmo assim, seu resultado de 10-5 fez ele ganhar o prêmio Espírito Lutador. Ele também foi dado a honra de servir como o tsuyuharai (em japonês: 露払い, lit. varredor de orvalho) de Hakuhō durante a cerimônia de entrada no ringue do yokozuna.

Ele foi promovido a maegashira 5 para o torneio de Julho, onde ele se recuperou de um resultado 1-4 e chegar a 6-4, mas perdeu suas últimas 5 lutas, terminando com um resultado de 6-9. Com o intai-zumo (aposentadoria do sumô) de ōzeki Kaiō durante o mesmo torneio, Kaisei se tornou o heyagashira (o lutador de rank mais alto) do estábulo Tomozuna. Resultados desapontantes de 4-11 e 6-9 em setembro e novembro o fizeram cair até a parte inferior da divisão. Um resultado de 5-10 no torneio de janeiro de 2012 o fez ser demitido à divisão jūryō em março, mas ao terminar o torneio de Osaka com 10-5 o fez retornar à divisão makuuchi. Em julho de 2012 ele pontuou 11 vitórias, coletando um segundo prêmio Espírito Lutador e recebendo promoção ao rank de maegashira 1. Em setembro ele terminou com uma pontuação de 7-8, perdendo no último dia para Hōmashō. Desde então, Kaisei tem alternado entre torneios com resultados vencedores e perdedores. Porém, por mais que ele tenha provado sua longevidade, continua sobre debate se ele pode manter resultados mais consistentes. Ele não conseguiu derrotar um yokozuna mesmo após 37 tentativas.

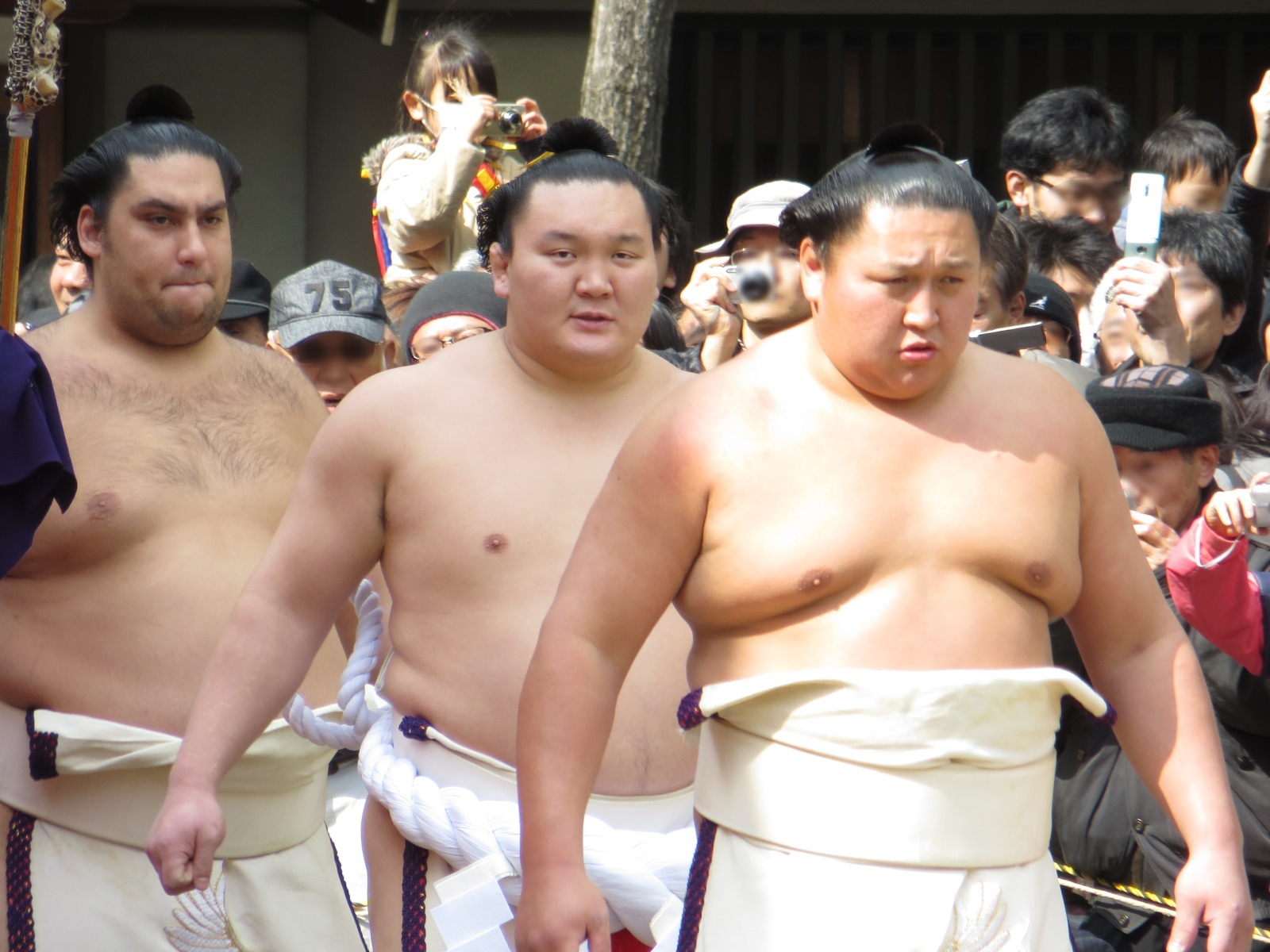
Kaisei com Hakuhō e colega de estábulo Kyokutenhō no Sumiyoshi taisha em março de 2012.

Kaisei obteve cidadania japonesa em novembro de 2014 e indicou que ele gostaria de continuar no sumô como um treinador depois da sua eventual aposentadoria da competição.
Kaisei fez sua estreia nos ranks san'yaku (os quarto e terceiro ranks mais altos) no torneiro de maio de 2016, sendo promovido a komusubi por causa de uma pontuação de 11-4 no rank de maegashira 7. Ele é o segundo lutador do estábulo Tomozuna a alcançar komusubi desde que o mestre assumiu posse do estábulo em 1989 e o primeiro desde Kaiō em 1994. Ele alcançou um resultado de 8-7 ele recebeu uma promoção ao rank de sekiwake, o terceiro rank mais alto, para o torneio de julho. Porém, nos últimos três torneios de 2016, ele saiu com resultados perdedores e caiu para o rank de maegashira 9 antes de conseguir um resultado de 8-7 em janeiro de 2017.
Ele machucou seu joelho enquanto treinava com Hakuhō em preparação para o torneio de março de 2017 e teve que não participar de um torneio pela primeira vez na sua carreira profissional, trazendo ao fim a sua sequência de 739 lutas consecutivas desde sua estreia em 2006. Ele foi demitido à divisão jūryō pela primeira vez desde 2012 depois do torneio de maio de 2017, mas teve um retorno imediato à divisão makuuchi após um resultado de 10-5 no rank de jūryō 1 em julho. No torneio de setembro de 2017, no rank maegashira 13, ele conseguiu um resultado de 9-6. Sendo promovido ao rank de maegashira 10 para o torneio de novembro de 2017, Kaisei terminou com uma pontuação de 8-7. Em janeiro de 2018, em maegashira 8, Kaisei terminou com 8-7. O torneio de março de 2018 viu Kaisei ser promovido à maegashira 6, onde ele ganhou suas primeiras 9 lutas, apenas para perder para Ichinojo no dia 10. No dia 13, Kaisei foi escolhido para lutar contra yokozuna Kakuryū, onde Kaisei perdeu. Ele terminou o torneio com 12-3, sendo vice-campeão de Kakuryū, com colega vice-campeão Takayasu. Isso marca a segunda vez que Kaisei foi vice-campeão. Kaisei também recebeu o prêmio Espírito Lutador pela terceira vez.
Em novembro de 2018, Kaisei retornou aos ranks san'yaku em komusubi, pela primeira vez em 13 torneios. Porém, ele foi restringido por um machucado na sua panturrilha esquerda que ele sofreu no treino um pouco antes do torneio, perdendo os dois primeiros dias e então se retirando no dia 14 com apenas três vitórias, depois de piorar o ferimento. Ele também foi forçado a não participar do torneio de maio de 2019 depois de ferir o tendão de seu bíceps direito contra Ryūden no dia 7. Lutando no rank maegashira 15 em julho, ele machucou seu braço direito eventualmente se retirou do torneio no dia 11 com apenas uma vitória, resultando em uma demoção para jūryō. Ele retornou à primeira divisão depois de um resultado de 11-4 em novembro de 2019. Ele foi forçado a não participar do torneio de janeiro de 2021 depois que um outro lutador no estábulo Tomozuna testou positivo para COVID-19.

## Aposentadoria
Em julho de 2022, enquanto na parte inferior da divisão jūryō, Kaisei terminou o torneio com um resultado de 5-10, que o demitiu para a terceira divisão makushita, que não é assalariada, depois de mais de 12 anos nas duas mais altas divisões. Após o anúncio das classificações do torneio de setembro de 2022, Kaisei anunciou que estaria finalmente se aposentando depois de exatamente 16 anos no sumô profissional. Ele continuará na associação de sumô usando o nome Tomozuna, cujo dono anterior era seu antigo mestre Kaiki. Isso fez dele o primeiro brasileiro a se tornar um oyakata na história do sumô profissional.

## Família
Kaisei anunciou em julho de 2020 que ele havia se casado no mês anterior com uma mulher nos seus 20 anos depois de um relacionamento de cinco anos. 

## Estilo de luta
As técnicas preferidas por Kaisei são listadas na Associação de Sumô como migi-yotsu (agarrar com a mão esquerda por fora e a mão direita por dentro no mawashi de seus oponentes), yori (forçar) e oshi (empurrar). Seus kimarite (golpes finalizadores) mais comuns são bem diretos: yori-kiri (forçar para fora) e oshi-dashi (empurrar para fora).